# Biblioteca di Stato russa
La Biblioteca di Stato russa (in russo Российская государственная библиотека?, Rossijskaja gosudarstvennaja biblioteka), in precedenza Biblioteca Lenin (in russo Государственная библиотека им. В. И. Ленина?, Gosudarstvennaja biblioteka im. V. I. Lenina), familiarmente Leninka (Ле́нинка), ha sede a Mosca ed è una delle maggiori biblioteche al mondo. In essa sono allogati oltre 47,4 milioni di articoli in 367 lingue.

## Storia
Venne costituita originariamente a Pietroburgo nel 1828, quale parte integrante del museo Rumjancev'. Nel 1861 venne trasferita a Mosca. Nel 1915 contava già circa un milione di volumi e dal 1925 fu intitolata a Lenin. In questa biblioteca venivano poi conservati i libri russi scritti dall'Ottocento in poi. Arrivò a contare nel 1980 quasi 25 milioni di opere tra libri, riviste e giornali, raddoppiando nei 20 anni successivi. Esiste una sezione dove si possono ammirare quelli più rari, scritti prima del 1800.